# El Arenosillo
El Arenosillo ist ein Testgelände  und Forschungszentrum des 1942 in Torrejón de Ardoz, nahe Madrid  gegründeten Instituto Nacional de Técnica Aeroespacial (kurz INTA), (deutsch: Nationales Institut für Luft- und Raumfahrttechnik).  Die offizielle Bezeichnung lautet Centro de Experimentación de El Arenosillo (kurz CEDEA) und liegt 2 Kilometer südöstlich von Mazagón (Provinz Huelva, Spanien) direkt an der Atlantikküste und bietet mit rund 300 Tagen Sonnenschein im Jahr die besten Wetterbedingungen in Spanien.
Bekannt wurde El Arenosillo auch als Startplatz für Höhenforschungsraketen der spanischen Weltraumorganisation in Madrid. Der erste Raketenstart von El Arenosillo erfolgte am 14. Oktober 1966. Bis 1994 wurden von El Arenosillo 557 Raketen – hauptsächlich vom Typ Skua, Loki-Dart, Nike-Cajun, INTA-255 und INTA-300 gestartet.

## Nutzung
Neben der Forschung dient das Gelände in El Arenosillo auch der Erprobung für die Zertifizierung von Materialien, Komponenten und Systemen der Luft- und Raumfahrttechnik. INTA betreibt dort neben einer autarken Infrastruktur auch ein Zentrum für Labor- und Wetterballons,  Wetter-Zentrum mit Informationen in Echtzeit, Empfang von Satelliten-Daten und umfassende Forschung der Ionosphäre mittels Ionosonde.
Das Gelände der CEDEA wurde in den vergangenen Jahren zum wichtigsten Versuchsgelände nicht nur für das spanische Verteidigungsministerium, sondern wird auch von den militärischen Versuchsabteilungen aus Deutschland, Niederlande, der Europäischen Weltraumorganisation ESA und der italienischen Raumfahrtagentur Agenzia Spaziale Italiana genutzt.
Im Jahr 2008 wurde auf dem Gelände der CEDEA die erforderlichen Prüfungen für die Zertifizierung von Eurocopter zur Erprobung des Tiger HAD mit der Lenkwaffe  Spike erfolgreich durchgeführt.

## Trivia
Aufgrund der militärischen Nutzung wird das Gelände in öffentlich zugänglichen Satelliten-Karten, wie zum Beispiel Google Maps, nur abgedeckt dargestellt.